# Capul Celiuskin

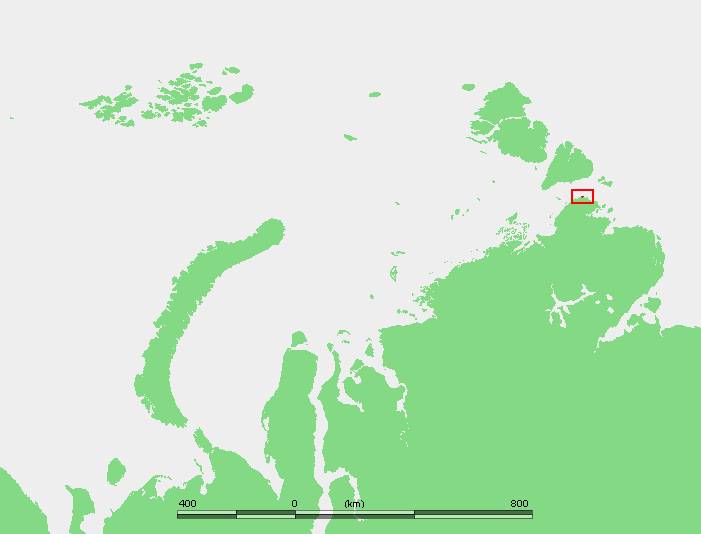
Amplasarea capului Celiuskin

Capul Celiuskin este un cap aflat în nordul Asiei, în Peninsula Taimîr. Este cel mai nordic punct continental al Asiei (77°45‘ lat. N și 104°20‘ long. E). Aici se află o stațiune polară. A fost descoperit de Simion Celiuskin.